# Коса (Кумамото)
32°39′5″ пн. ш. 130°48′42″ сх. д. / 32.65139° пн. ш. 130.81167° сх. д.
Коса (яп. 甲佐町) — містечко в Японії, в повіті Камімасікі префектури Кумамото.